# Lumina (entorno de escritorio)
Lumina Desktop Environment, o simplemente Lumina, es un entorno de escritorio basado en complementos (plug-ins) para sistemas operativos Unix y similares a Unix. Está diseñado específicamente como una interfaz de sistema para TrueOS (ex PC-BSD y sistemas derivados de Berkeley Software Distribution (BSD) en general, pero se ha adaptado a varias distribuciones de Linux.
El proyecto evita el uso de herramientas o marcos basados en Linux, como D-Bus, Polkit, consolekit, systemd, HALD, etc.

## Historia
Creado en 2012 por Ken Moore, Lumina fue inicialmente un conjunto de extensiones para Fluxbox, un administrador de ventanas apilables para el X Window system..
A finales de 2013, Moore había desarrollado una superposición gráfica para Fluxbox basada en Qt4 y había creado una utilidad para "iniciar aplicaciones y abrir archivos".
El código base se integró en el repositorio fuente de PC-BSD a principios de 2014, y se agregó un puerto a la colección de FreeBSD Ports en abril de 2014.  Desde entonces, el código fuente se ha movido a un repositorio separado de GitHub "bajo el paraguas de PC-BSD" y convertido para usar Qt5.
El desarrollo también se centró en reemplazar el núcleo de Fluxbox con un administrador de ventanas basado en Qt integrado con el escritorio Lumina.

## Características
Los menús del escritorio y de la aplicación se configuran dinámicamente al iniciarse por primera vez, ya que el entorno de escritorio encuentra aplicaciones instaladas automáticamente para agregarlas al menú y como un icono del escritorio.
El panel predeterminado incluye un menú Inicio, un administrador de tareas y una bandeja del sistema, y su ubicación se puede personalizar. Se puede acceder a los menús a través del menú Inicio o haciendo clic con el botón derecho del ratón en el fondo del escritorio.
Algunas características son específicas de TrueOS, incluido el control de hardware del brillo de la pantalla (retroiluminación del monitor), la prevención del apagado de un sistema de actualización y la integración con varias utilidades de TrueOS.
Las utilidades incluyen:
- Insight, un administrador de archivos
- File information, que informa el formato de un archivo y otros detalles; y
- Lumina Open, una utilidad gráfica para iniciar aplicaciones basadas en el archivo o Directorio seleccionado.[7]

La versión 1.4 incluía varias utilidades nuevas.
El lector de PDF lumina-pdf se basa en la biblioteca poppler.
El Lumina Theme Engine reemplazó un sistema de temas anterior; él permite al usuario configurar la apariencia y la funcionalidad del escritorio, y garantiza que todas las aplicaciones Qt5 "presenten una apariencia unificada".

## Portabilidad (Ports)
Lumina ha sido portado a varios sistemas operativos BSD y distribuciones de Linux:
| Distros.BSD                                                                  | Distros.Linux                                                                                                   |
| ---------------------------------------------------------------------------- | --- |
| - TrueOS (ex PC-BSD) - DragonFly BSD - FreeBSD - NetBSD - OpenBSD - kFreeBSD | - antiX Linux - Arch Linux - Debian - Fedora 24 - Gentoo Linux - Manjaro Linux - NixOS - PCLinuxOS - Void Linux |

## Lanzamientos
| Versión | Fecha de lanzamiento |
| ------- | -------------------- |
| 1.0.0   | 2016-08-08           |
| 1.1.0   | 2016-10-21           |
| 1.2.0   | 2017-01-03           |
| 1.3.0   | 2017-06-26           |
| 1.4.0   | 2017-11-22           |
| 1.5.0   | 2019-04-29           |
| 1.6.0   | 2020-02-01           |
| 1.6.1   | 2021-10-03           |
| 1.6.2   | 2021-12-25           |